# Girton College
El Girton College és un dels colleges que constitueixen la Universitat de Cambridge a Cambridge, Regne Unit. El college va ser establert el 16 d'octubre de 1869 per Emily Davies i Barbara Bodichon, com el primer college residencial per a dones a Anglaterra. El college es va convertir en mixt en 1977 amb l'arribada del primer membre masculí; estudiants masculins de pregrau van començar a ser admesos en 1979.
Encara que la seu principal del college es troba a 2,5 milles al nord-oest del centre de la ciutat, hi ha un annex residencial, el Wolfson Court, que es troba al costat de l'Institut per a les Ciències Matemàtiques Isaac Newton, als barris orientals, però a un curt passeig de la Biblioteca de la Universitat i el centre de la ciutat.
Els estudiants del Girton són coneguts pel seu cant que diu “Som del Girton – del súper Girton! No hi ha uns altres com nosaltres. Però no ens importa!”. La referència a “no hi ha uns altres com nosaltres” està relacionada a la relativa distància del Girton al centre en comparació dels altres colleges de Cambridge. Hi ha múltiples anècdotes sobre la distància del Girton com la que diu que, hi ha més estudiants de Cambridge que han visitat Delhi que el Girton.

## Història
El college va ser establert el 16 d'octubre de 1869 per Emily Davies i Barbara Bodichon, com el primer college residencial per a dones d'Anglaterra.
Se'l coneixia com a College per a dones, i es trobava en Benslow House, en Hitchin, un poble al comtat de Hertfordshire, Anglaterra. El primer grup d'estudiants va ser conegut com les Pioneres. En 1872 es va adquirir la seu actual, localitzada a 2,5 milles al nord-oest de Cambridge al poble de Girton; llavors es va canviar al nom al college pel de Girton College, i va obrir en el seu nou emplaçament a l'octubre de 1873.
En 1921 es va designar un comitè encarregat de redactar la Carta del College. Per a l'estiu de 1923, sota la direcció del Director de l'Emmanuel College, Cambridge el comitè va concloure la seva missió, i el 21 d'agost de 1924 el Rei va concedir la Carta a “les senyores i governadores del Girton College” com a cos corporatiu. Havent rebut la Carta, el college va sol·licitar un escut d'armes que derivaria de les armes de les seves fundadores i benefactores: Mr H. R. Tomkinson, Madame Bodichon (nascuda Leigh Smith), Henriette Maria, Lady Stanley de Alderley (filla del 13º Vescomte de Dillon), - i Miss Emily Davies que no tenia armes i, per tant, estaria representada pels colors de Galés, el sinople i el argén. El Reverend E.E. Dorling va presentar una gran varietat de dissenys al consell, encara que la tasca no era fàcil. “Gran quantitat d'elaborats càrrecs i molts colors s'han d'abandonar. Els fabulosos ocells de la senyora Tomkinson i el lleó de Lady Stanley s'han de llevar amb pesar, i un disseny majoritàriament amb els colors verd i plata hauria donat molta importància a Miss Davies”.
Les armes són simples tant en forma com a color, i representen a les quatre majors benefactores. S'ha de tenir en compte, que en aquesta etapa el Girton no era encara un college, i els seus membres tampoc eren membres de la Universitat. Les dones a Cambridge van haver d'esperar fins a una altra guerra; va ser el 8 de desembre de 1947 quan el canvi més esperat va arribar, i “el Girton & Newnham no serien reconeguts durant més temps com a “altes institucions educatives” són com colleges de la universitat”. Com a vestimenta acadèmica, es van adoptar les togues però amb algun canvi i capa. Aquesta roba es va observar per primera vegada en el primer graduat femení que es lliurava a una dona, un Doctorat en lleis a la Reina, el 21 d'octubre de 1948.
El 27 d'abril de 1948, es va atorgar a les dones el privilegi de ser membres de ple dret de la Universitat de Cambridge, i el Girton va rebre estatus de college de la universitat. No obstant això, per recordar l'època en què a les dones no se'ls permetia obtenir graduats de la Universitat de Cambridge, no s'usen togues durant les festes universitàries, quan els estudiants celebren el seu últim any.